# Palacio de Ruzhany
El Palacio de Ruzhany (en bielorruso: Ружанскі палац) es un complejo de palacios en ruinas en la localidad de Ruzhany, en el raion de Pruzhany (distrito), provincia de Brest, en el occidente de Bielorrusia. Entre los siglos XVI y XIX Ruzhany (entonces llamada Rozany) fue la sede principal de la línea principal de la familia noble Sapieha, conocida como el Sapiehowie-Różańscy ("los Sapiehas de Rozany").
| Diseño del palacio          | Diseño del palacio          | Diseño del palacio            |
| --------------------------- | --------------------------- | ----------------------------- |
|                             |                             |                               |
| Fachada trasera del palacio | Fachada frontal del palacio | Diseño de puertas y edificios |

Rozany comenzó su vida en el siglo XVI como el sitio donde estaba el castillo de Lew Sapieha. La residencia Sapieha fue destruida en el curso de las luchas internas en el Gran Ducado de Lituania, cuando fue atacado por las fuerzas de Michał Serwacy Wisniowiecki en 1700.
Rozany fue reconstruida como una gran residencia de estilo neoclásico en la década de 1770 por Aleksander Michał Sapieha.

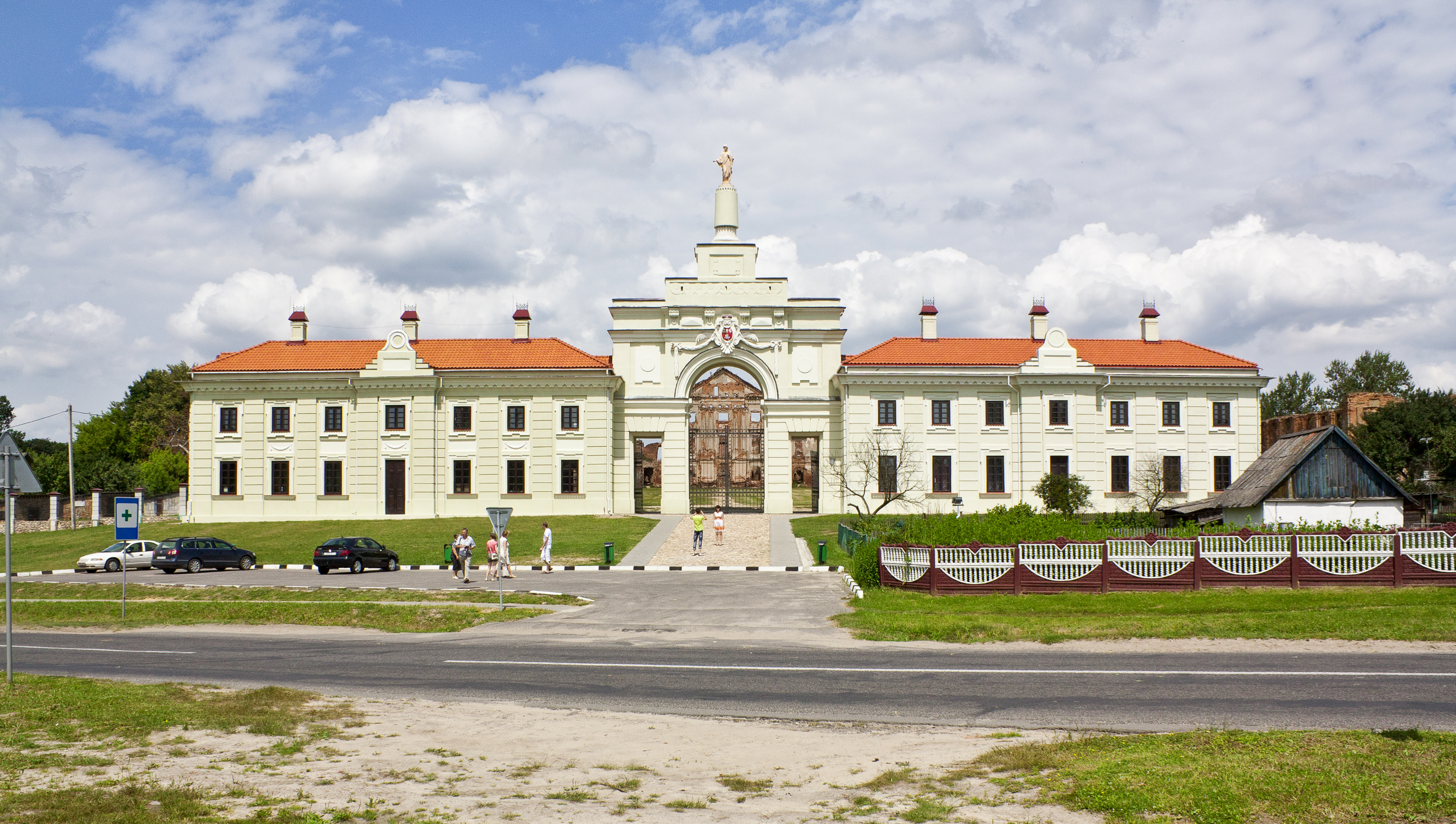
La puerta del palacio reconstruida en 2012

En 1914 el palacio fue alcanzado accidentalmente por el fuego generado por trabajadores de una fábrica. La Primera Guerra Mundial y las posteriores dificultades financieras impidieron la restauración del edificio hasta 1930. El palacio fue restaurado parcialmente, pero quedó en ruinas en 15 años, víctima de la Segunda Guerra Mundial. La puerta del palacio que está adornada sobrevive y recientemente ha sido reparada.

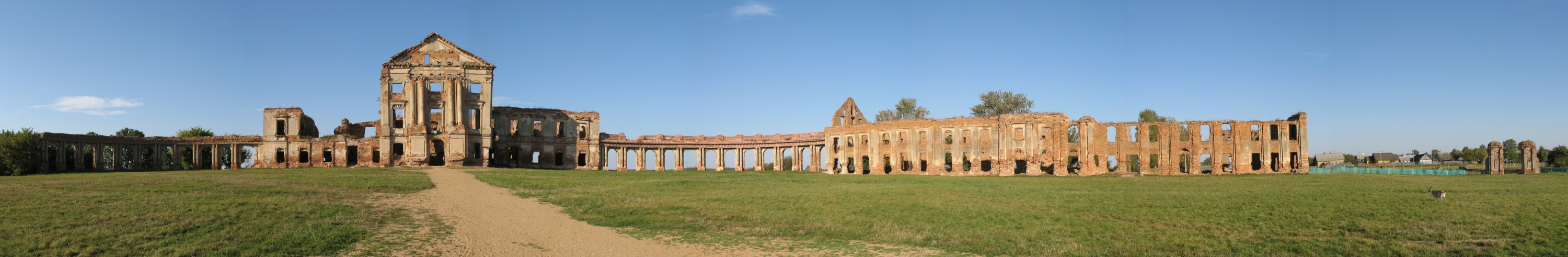
Las ruinas del palacio y el teatro de Ruzhany en 2007